# Овсянкин, Вадим Авдеевич
Вадим Авдеевич Овсянкин (1939—1968) — заслуженный мастер спорта СССР (самолётный спорт, 1967). Чемпион СССР (1963) по высшему пилотажу. Чемпион мира (1964) в командном зачёте, двукратный призер чемпионата мира (1966).

## Биография
Родился 8 апреля 1939 года в Полтаве.
Летать научился в 1959 году в Минском аэроклубе. В 1959—1962 был лётчиком Центрального аэроклуба ДОСААФ БССР. В 1961 году во время воздушного парада в Тушино продемонстрировал фигуру «полёт голова к голове». В 1967 г. окончил Школу высшей летной подготовки Министерства гражданской авиации СССР, работал в гражданской авиации командиром самолета Ан-24.
Трагически погиб в результате столкновения в воздухе на авиапараде в Минске в 1968 году. Это произошло на глазах тысяч зрителей в трёхстах метрах от аэродрома, во время парного исполнения «на бис» номера «голова к голове» вместе с советской лётчицей Таисией Васильевной Пересекиной. Вадим Овсянкин погиб в кабине, Таисия Пересекина сумела приземлиться с разбитым двигателем. Самолёт с лётчиком упал в трехстах метрах от аэродрома.
Похоронен в Минске на Восточном кладбище, участок 26. 20 августа 2011 года на месте гибели в лесу в трёхстах метрах от аэродрома Боровая установлен памятный знак.
Сын Вадим Овсянкин (1965), мастер спорта международного класса по автогонкам, автомобильный журналист («Авторевю», «Автоспорт», «Клаксон», «Автопанорама», «Ведомости»), член жюри автомобильного конкурса «Европейский автомобиль года».

## Награды
- Орден «Знак Почета» (1961)
- медаль «За трудовую доблесть»